# AS des Douanes de Niamey
|  | No s'ha de confondre amb Association Sportive Douanes, Association Sportive des Douanes, Association Sportive des Douanes de Lomé, o AS des Douanes de Niamey. |

L'Association Sportive des Douanes de Niamey és un club de futbol del Níger de la ciutat de Niamey.

## Palmarès
- Lliga nigerina de futbol:[4]

2013, 2015
- Copa nigerina de futbol:[5]

2016, 2022